# Rezerwaty przyrody w Chorwacji
W Chorwacji znajduje się prawie sto rezerwatów przyrody różnego rodzaju.
- rezerwaty przyrody ochrony ścisłej
  - Rezerwat przyrody Bijele i Samarske stijene
  - Rezerwat przyrody Rožanski kukovi i Hajdučki kukovi
- inne rezerwaty przyrody
  - 37 leśne
  - 22 ornitologiczne
  - 9 botaniczne
  - 2 ichtiologiczne
  - 2 ichtiologiczno-ornitologiczne
  - 2 zoologiczne
  - 2 morskie
  - 1 geologiczno-paleontologiczny
  - 1 paleontologiczny
  - 1 geograficzno-botaniczny
  - 1 botaniczno-zoologiczny

Ważniejsze z nich położone w obszarach nadmorskim i wyspach to:
- na Riwierze Zadarskiej: Lun i Kolansko blato (wyspa Pag), Zavižan i Štirovaču (Welebit), a także gaje oliwne Saljsko polje na Dugim otoku
- na Riwierze Šibenickiej: wyspy Prvić i pobliski Grgurov kanal oraz Zeleni Vir i Vraži prolaz, rezerwaty niedaleko od Skradu, miasteczka w pobliżu Parku Narodowego Krka
- na Istrii: Rezerwat Fojiška na wyspie Cres, Limski zaljev i Motovunsku šumu na Istrii, šumu Dundo na Rabie oraz Košljun obok Punty na wyspie Krk
- wyspa Mrkan, Bobara oraz Lokrum przy Dubrowniku, rezerwat Malostonski zaljev w Stonie
- Ćorkovu uvalu na Plitvicach, Japetić w paśmie Samoborskim, Veliku Plješevicu lub Sekulinačke planine na Papuku